# Liste des aires protégées de Mauritanie
Cette page répertorie les aires protégées de Mauritanie.

## Liste des parcs nationaux
La Mauritanie possède trois parcs nationaux :
- Parc national du banc d'Arguin
- Parc national du Diawling
- Parc national d'Awleigat

## Sites Ramsar
La convention de Ramsar est entrée en vigueur en Mauritanie le 22 février 1983.
En janvier 2020, le pays compte 4 sites Ramsar, couvrant une superficie de 12 406 km2.